# Memphis, Tennessee
Memphis je mesto na jugozahodnem vogalu ameriške zvezne države Tennessee. Leži ob reki Misisipi. Z nekaj manj kot 700.000 prebivalci je Memphis največje mesto v Tennesseeju in 18. največje v ZDA. Širše velemestno območje Memphisa sega v sosednji državi Misisipi in Arkansas ter šteje skoraj 1,3 milijona prebivalcev, kar pa je manj od velemestnega območja Nashvilla, ki ga je v zadnjih letih prekosil s hitro rastjo.
Memphis je bil poimenovan po prestolnici starega Egipta, ki je imelo podobno lego ob Nilu. V 19. stoletju se je razvil v pomembno prometno vozlišče ter središče trgovine z bombažem in sužnji. Bombaž in promet sta igrala pomembno vlogo v razvoju mesta tudi v 20. stoletju.
Memphis je znan po svoji vlogi v kulturni identiteti ameriškega juga. V mestu in okolici imajo korenine številni priznani glasbeniki, med njimi Elvis Presley, Muddy Waters, Johnny Cash, B. B. King, Isaac Hayes in drugi.
V Memphisu je sedež svetovno znanega podjetja za dostavo pošiljk FedEx, ki je tudi največji delodajalec v mestu. Mednarodno letališče v Memphisu je glavna svetovna baza za FedExova tovorna letala ter je proti koncu 20. stoletja preseglo mednarodno letališče v Anchorageu na Aljaski kot največje svetovno letališče za tovorna letala.